# Kolsva
Kolsva – miejscowość (tätort) w Szwecji, w regionie administracyjnym (län) Västmanland, w gminie Köping.
Według danych Szwedzkiego Urzędu Statystycznego liczba ludności wyniosła: 2440 (31 grudnia 2015), 2447 (31 grudnia 2018) i 2430 (31 grudnia 2019).